# Amou
Amou é uma comuna francesa na região administrativa da Nova Aquitânia, no departamento Landes. Estende-se por uma área de 27,43 km². Em 2010 a comuna tinha 1 573 habitantes (densidade: 57,3 hab./km²).